# La nobil casa
La nobil casa (Noble House) è un romanzo storico scritto da James Clavell del 1981. Costituisce il quinto capitolo in ordine cronologico della Saga asiatica dell'autore e prosegue le vicende di Tai-Pan essendo ambientato circa un secolo dopo.

## Trama
Il romanzo è ambientato negli anni Sessanta e segue le vicende di Ian Dunross, erede della Nobil Casa fondata di Dirk Struann, e del suo tentativo di salvare la posizione finanziaria gravemente compromessa dal precedente amministratore.
Il tutto inserito nel contesto della guerra fredda e al gioco di spie tra il governo britannico, la Cina Comunista, i nazionalisti di Taiwan e l'Unione Sovietica.

## Adattamento
Dal romanzo fu tratta nel 1988 una miniserie televisiva in quattro puntate dal titolo Il re di Hong Kong, diretto da Gary Nelson ed interpretato da Pierce Brosnan e John Rhys-Davies.

## Edizioni italiane
- La nobil casa: un romanzo di Hong Kong contemporanea, traduzione di Roberta Rambelli, Collana Omnibus, Milano, Arnoldo Mondadori Editore, 1981,  p. 1065. - Collana Oscar Bestsellers n.80, Milano, Mondadori, 1988, ISBN 88-04-30761-7.
- La Nobil Casa. Un romanzo di Hong Kong contemporanea, traduzione di Roberta Pollini Rambelli, Collana Tascabili narrativa, Milano-Firenze, Bompiani, 2022, ISBN 978-88-301-0704-5.